# Жабинківська сільська рада
Жабинківська сільська́ ра́да (біл. Жабінкаўскі сельсавет) — адміністративно-територіальна одиниця у складі Жабинківського району Берестейської області Білорусі. Адміністративний центр — село Жабинка (не входить до складу).

## Історія
11 травня 2012 року до Жабинківської сільської ради включені частина території та населених пунктів ліквідованої Яківчицької сільської ради (села Бобри, Великі Яківчиці, Залужжя, Пантюхи, Пруськ). 22 вересня 2017 року Берестейська обласна рада ухвалила рішення про включення сіл Здітове, Курпичі, Стеброво та Щеглики до складу Жабинки.

## Склад ради
Населені пункти, що підпорядковувалися сільській раді:
| Населений пункт | Тип  | Населення, осіб (2009) |
| --------------- | ---- | ---------------------- |
| Бобри           | село | 7                      |
| Великі Яківчиці | село | 358                    |
| Залужжя         | село | 186                    |
| Зеленковщизна   | село | 13                     |
| Нагорани        | село | 34                     |
| Новосади        | село | 91                     |
| Пантюхи         | село | 82                     |
| Пруськ          | село | 142                    |
| Путища          | село | 3                      |
| Пшенаї          | село | 88                     |
| Рачки           | село | 95                     |
| Салейки         | село | 7                      |
| Сеньковичі      | село | 52                     |

## Населення
За переписом населення Білорусі 2009 року чисельність населення сільської ради становила 1313 осіб.

### Національність
Розподіл населення за рідною національністю за даними перепису 2009 року:
| Національність               | Осіб | Відсоток |
| ---------------------------- | ---- | -------- |
| білоруси                     | 1129 | 85,99 %  |
| українці                     | 87   | 6,63 %   |
| росіяни                      | 83   | 6,32 %   |
| поляки                       | 5    | 0,38 %   |
| німці                        | 2    | 0,15 %   |
| дві та більше національності | 2    | 0,15 %   |
| вірмени                      | 1    | 0,08 %   |
| азербайджанці                | 1    | 0,08 %   |
| удмурти                      | 1    | 0,08 %   |
| лезгини                      | 1    | 0,08 %   |
| гагаузи                      | 1    | 0,08 %   |
| Разом                        | 1313 | 100 %    |